# Пирс, Джордж Вашингтон
Джордж Вашингтон Пирс (11 января 1872 г. – 25 августа 1956 г.) - американский физик. Был профессором физики в Гарвардском университете и изобретателем в сфере электронных телекоммуникаций.
Сын владельца ранчо скота из Техаса, он с отличием окончил школу в Тейлоре и  Техасский университет. После этого, в 1898 году, он начал работать в Гарвардскром университете. 
Пирс написал три новаторских текста, много научных работ и получил 53 патента. Самым примечательным из них является схема однокаскадного кварцевого генератора, которая стала краеугольным камнем искусства электронной связи. 
Зюскинд писал о нём, что он был «чрезвычайно теплым и забавным человеком, которого очень уважали его студенты».

## Биография

### Ранние годы
Пирс родился 11 января 1872 года в Веббервилле, штат Техас. Он часто вспоминал в более поздние годы, как «черпал воду дырявыми ведрами из глубоких колодцев для жаждущих мулов» как стимул, который мотивировал его усердие в учебе. В Техасском университете его учителем и наставником был Александр Макфарлейн: они стали соавторами статьи для первого тома Physical Review. Он преподавал в средней школе Далласа (1896-7) и работал в офисе окружного суда Бастропа, прежде чем добился стипендии для обучения в Гарварде в 1898 году. За диссертацию об измерении длины волны коротких волн он получил степень доктора философии в 1900 году. После европейской учебной поездки, которая включала некоторое знакомство с Людвигом Больцманом, его пригласили начать преподавать в Гарварде. Он сыграл важную роль в формировании клуба Wicht (1903–1911), группы сверстников, посвятивших себя продолжению своего обучения, несмотря на преподавание в Гарварде.

### Семья
G. W. Pierce был средним сыном из троих. В 1904 году он женился на Флоренс Гудвин из Саксонвилля, Массачусетс. У них не было потомства, но они дружили семьями и фактически участвовали в семейной жизни Корнелии и Уолтерв Кэннона, физиолога Гарвардской медицинской школы, который уговорил Пирсов переехать во Франклин, Нью-Гемпшир. 
В дапьнейшем, Корнелия познакомила Джорджа с портретной, пейзажной и абстрактной живописью. Живвопись, в дальнейшем стала для него значимым способом самовыражения. Внук Уолтера и Корнелии, Уолтер Пирс Берджесс (родился 8 января 1936 года), был назван в его честь, и всю свою жизнь носил имя Пирс. 
После смерти Флоренс в 1945 году Пирс нашел новую подругу в лице Хелен Рассел из Санборнтона, Нью-Гемпшир. 
Первым признаком ухудшения его здоровья стал небольшой инсульт в 1945 году, но он продолжал, пока серия серьезных инсультов не убила его примерно десятилетие спустя. Он умер 25 августа 1956 года.
Пирс, по-видимому, не был родственником удостоенного наград инженера-электронщика Джона Р. Пирса.